# Greg Davies
Gregory Daniel Davies, född 14 maj 1968 är en walesisk stand-up komiker och skådespelare. Han är mest känd för sina roller som Greg i We Are Klang, Mr. Gilbert i The Inbetweeners, Ken Thompson i Cuckoo, Taskmaster i Taskmaster och Dan Davies i Man Down. Han har även haft gästroller i bland annat Mock the Week, Fast and Loose och Live at the Apollo.
För sin medverkan i Cuckoo nominerades Davies till BAFTA Television Award for Best Male Comedy Performance, 2013.